# Miriodor
Miriodor is een Canadese rockband, die opgericht is in 1980 in de stad Quebec. Initiatiefnemers waren Pascal Goblensky en Francois Emond. Ze rekenden zich tot de Rock In Opposition. Hun eerste studioalbum Rencontres was nog een elpee en werd uiteraard in eigen beheer gedistribueerd, later werd de compact disc geperst door Cuneiform Records, ook hun tegenwoordige (2009) platenlabel. In 1984 verhuisde de band naar Montreal, alwaar de kleine succesjes begonnen. De oorspronkelijke vijfmansband was toen al uitgedund tot vier. Met de verhuizing naar Montreal verliet ook medeoprichter Emond de band.
De band gaat eind jaren 80 ook op tournee en doet daarbij ook Frankrijk en België aan. In 1993 wordt de band weer uitgebreid met een vierde lid en speelde op diverse festivals, niet alleen popfestivals, maar ook jazzfestivals.
De muziek van Miriodor is moeilijk te omschrijven, zelf houden ze het op avant-garde popmuziek; het is het best te omschrijven als een kruising tussen Soft Machine en King Crimson; ze vergelijken zichzelf met Univers Zero, een combinatie van jazz, jazzrock en progressieve rock. Zelf omschreef de basgitarist het als rockgeoriënteerde, postmoderne kamermuziek met humoristische inslag. Productief zijn de heren niet; in dertig jaar kwamen er zeven albums uit.

## Discografie
- 1986: Recontres
- 1988: Miriodor
- 1991: Troisieme avertissement (derde waarschuwing)
- 1996: Jongleries elastiques
- 2001: Mekano
- 2002: Parade and Nearfest
- 2009: Avanti!